# デイミアン・チャゼル
デイミアン・セイヤー・チャゼル（Damien Sayre Chazelle [dˈeɪmiən][ʃəˈzɛl], 1985年1月19日 - ）は、アメリカ合衆国の映画監督、映画プロデューサー、脚本家。

## 人物
2009年にミュージカル映画『Guy and Madeline on a Park Bench』で映画監督、脚本家としてデビューした。2014年には、同名の短編映画に基づいて製作されたドラマ映画『セッション』で注目を集めた。
チャゼルは、2016年にライアン・ゴズリング、エマ・ストーンが出演したミュージカル・ロマンティック映画『ラ・ラ・ランド』において監督・脚本を務め、高い評価を得た。第89回アカデミー賞では史上最多の14ノミネート（13部門）を受け、6部門を受賞した。チャゼル自身も史上最年少となる32歳で監督賞を受賞した。このほかチャゼルはゴールデングローブ賞 監督賞を含む多くの映画賞を受賞している。同作は第87回アカデミー賞において作品賞、脚色賞を含む5部門にノミネートされ、3部門を受賞した。ゴズリングとは、ニール・アームストロングを描いた次作『ファースト・マン』で再びコラボレーションした。

## 生い立ち
ロードアイランド州プロビデンスに生まれた。父はフランス・クラマール出身の計算機科学者でプリンストン大学教授のバーナード・チャゼル博士。母・セリアはカナダ人家庭出身で、ニュージャージー大学において中世史の教師を務めていた。ニュージャージー州プリンストンにおいて育つ。
幼いころから映画を作ることを夢見ていたが、後に、ミュージシャンになろうとして高校でジャズ・ドラムに打ち込んだ。この時に厳格な音楽教師の指導を受けたことがチャゼルの出世作となった『セッション』を作る際に、大いに役立ったという。チャゼルは「『セッション』の主役アンディー・ネイマンとは違い、自分の才能では偉大なミュージシャンになることはできないと本能で理解した。」と語っている。プリンストン高校卒業後、幼いころに夢見ていた映画製作の道を再び歩みだした 。ハーバード大学の視覚環境学部で映画製作を学び、2007年に卒業した。
ハーバード大学では以後映画でもコラボレーションすることとなるジャスティン・ハーウィッツとキャリア・ハウスにおいてルームメイトであり、バンドを組んでいた。また、在学中に出会ったジャスミン・マクグレイドと2010年に結婚したが2014年に離婚。2017年10月には『ラ・ラ・ランド』に出演した女優のオリヴィア・ハミルトンとの婚約を発表し、2018年9月に結婚した。

## キャリア

### 初期の作品
チャゼルはハーバード大学のクラスメートだったジャスティン・ハーウィッツと共に卒業論文の一部として、ミュージカル映画『Guy and Madeline on a Park Bench』を製作し、映画監督、脚本家としてデビューした。作品は2009年にトライベッカ映画祭などで上映された。
2013年にはホラー映画『ラスト・エクソシズム2 悪魔の寵愛』の脚本をエド・ガス＝ドネリーと共に執筆した。また、同年公開のスリラー映画『グランドピアノ 狙われた黒鍵』の脚本家としてもクレジットされている。チャゼルは「この2本はいわゆる『雇われ脚本家』として仕事をした。自分が一から書き上げた脚本で映画を作ってみたいと思いながら仕事をした。」と述べている。このほか、J・J・エイブラムスが所有するバッド・ロボット・プロダクションズに雇われ、『10 クローバーフィールド・レーン』の脚本のリライトにも携わった。

### ブレイクスルーと成功

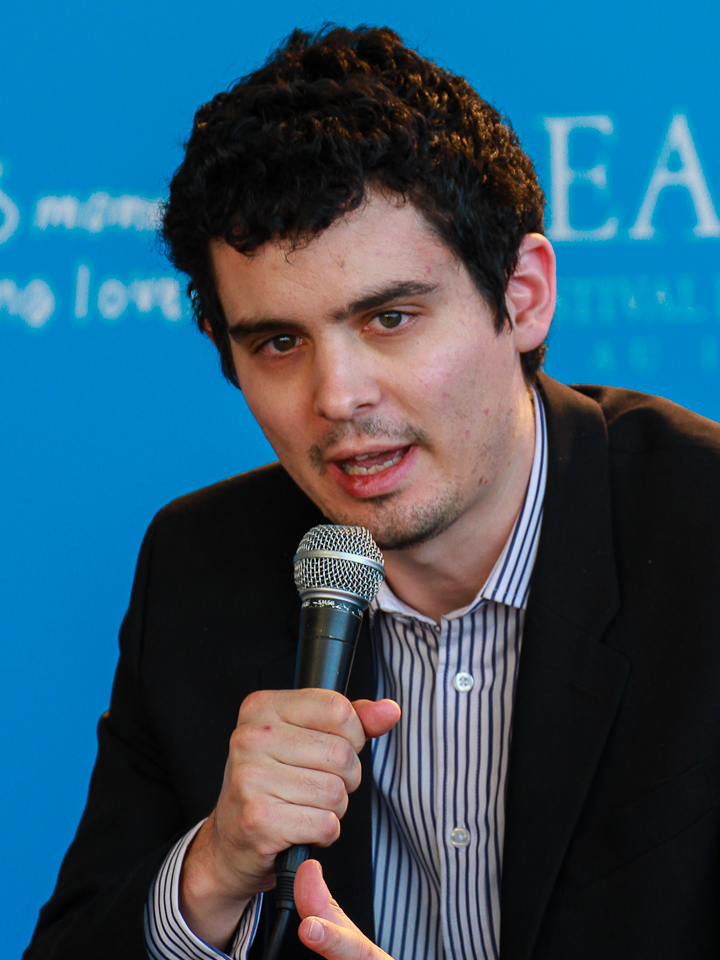
第40回ドーヴィル映画祭にて（2014年）

『セッション』の製作案はプロデューサーたちの関心を引いたものの、出資者が現われなかった。しかし、チャゼルの85頁の脚本が2012年のブラックリスト（映画化されていない脚本のなかでも特に優れた脚本のリスト）に載ったことで、映画化にこぎつけることができた。その資金集めのために『セッション』のコンセプトを基に短編映画を制作し、2013年1月に開催された第29回サンダンス映画祭に出品した。その結果、フィクション短編部門の最優秀賞を獲得した。完成版は2014年1月に開催された第30回サンダンス映画祭に出品され、観客賞と審査員大賞（グランプリ）の両方を獲得した。また、第40回ドーヴィル映画祭にも出品され、グランプリと観客賞を受賞した。第87回アカデミー賞ではチャゼル自身の脚色賞をはじめ、作品賞を含む5部門にノミネートされ、助演男優賞（J・K・シモンズ）、録音賞、編集賞の3部門を獲得した。
『セッション』の成功を受けて、チャゼルはミュージカル・ロマンティック映画『ラ・ラ・ランド』の製作資金を得た。ライアン・ゴズリング、エマ・ストーンが出演した同作は、第73回ヴェネツィア国際映画祭においてオープニング作品として上映された。第41回トロント国際映画祭にて観客賞を受賞した。2016年12月9日にはアメリカ合衆国において限定公開され、同年12月19日に全米公開された。作品は批評家に絶賛され、ゴールデングローブ賞 映画部門 作品賞（ミュージカル・コメディ部門）など様々な映画賞を受賞した。チャゼル自身はゴールデングローブ賞 監督賞、アカデミー監督賞を、いずれも史上最年少の32歳で受賞した。
2018年、チャゼルはニール・アームストロングを描いた伝記映画『ファースト・マン』において、ライアン・ゴズリングと再びコラボレーションした。脚本はジョシュ・シンガーで、ジェームズ・R・ハンセンによるアームストロングの伝記『ファーストマン: ニール・アームストロングの人生』を原作としている。作品は2018年10月12日にユニバーサル・ピクチャーズにおいて公開され、批評家からは肯定的な評価を得た 。

### 将来的なプロジェクト
2017年初頭、オーシャンサイド・メディアはチャゼルが脚本を執筆し、2010年のブラックリストに選ばれたミステリー・スリラー『The Claim』の映画化権を獲得した。2018年の公開を予定している。
チャゼルはまた、Netflixにおいてミュージカルドラマのテレビシリーズ『ジ・エディ』を製作し、第1・2話を監督する。ジャック・ソーンが脚本を執筆し、グラミー賞を受賞したソングライターのグレン・バラードとアラン・プールがエグゼクティブ・プロデューサーとして参加する。
2018年1月25日、Appleはチャゼルと提携してオリジナルのテレビシリーズを製作することを発表した。チャゼルは全エピソードにおいて脚本を執筆し、監督する。

## フィルモグラフィ

### 映画
| 年   | タイトル                                                   | 監督 | 脚本 | 製作 | 備考                                             |
| ---- | ---------------------------------------------------------- | ---- | ---- | ---- | ------------------------------------------------ |
| 2009 | Guy and Madeline on a Park Bench                           | Yes  | Yes  | Yes  | 監督デビュー作 撮影、編集、音楽兼任              |
| 2013 | Whiplash                                                   | Yes  | Yes  | No   | 短編映画                                         |
| 2013 | ラスト・エクソシズム2 悪魔の寵愛 The Last Exorcism Part II | No   | Yes  | No   | 原案・脚本                                       |
| 2013 | グランドピアノ 狙われた黒鍵 Grand Piano                    | No   | Yes  | No   |                                                  |
| 2014 | セッション Whiplash                                        | Yes  | Yes  | No   | 同名の短編映画に基づく                           |
| 2016 | 10 クローバーフィールド・レーン 10 Cloverfield Lane        | No   | Yes  | No   | マット・ストゥーケン、ジョシュ・キャンベルと共同 |
| 2016 | ラ・ラ・ランド La La Land                                  | Yes  | Yes  | No   | アカデミー監督賞受賞                             |
| 2018 | ファースト・マン First Man                                 | Yes  | No   | Yes  |                                                  |
| 2022 | バビロン Babylon                                           | Yes  | Yes  | No   |                                                  |

### テレビ
| 年   | タイトル                              | 監督 | 脚本 | 製作 | 備考                    |
| ---- | ------------------------------------- | ---- | ---- | ---- | ----------------------- |
| 2020 | ジ・エディ The Eddy                   | Yes  | No   | Yes  | 製作総指揮・第1,2話監督 |
| TBA  | Untitled Damien Chazelle drama series | Yes  | Yes  | Yes  | プリプロダクション      |

## 参照
1. ↑  “セッション”.   シネマトゥデイ. 2015年1月10日閲覧。
2. ↑  “Whiplash”.  Metacritic. 2015年1月10日閲覧。
3. ↑  Bruton, F. Brinley (2017年2月27日). “Oscars 2017: Damien Chazelle Is Youngest to Win Best Director”.  NBC. 2017年3月22日閲覧。
4. 1 2  “Interview [Video: Damien Chazelle (“Whiplash”)]”. 2015年1月10日閲覧。
5. ↑  “Damien Chazelle interview, Blacklist”.   The Black List. 2014年10月12日閲覧。
6. ↑  “From Harvard to ‘La La Land’” (英語). Harvard Gazette. (2017年1月20日) 2017年3月20日閲覧。
7. ↑  Rottenberg, Josh (2015年2月13日). “Damien Chazelle's wild, crazy ride to the Oscars with 'Whiplash'”. Los Angeles Times. 2016年12月1日閲覧。
8. ↑  Lang, Brent (2016年12月7日). “'La La Land' Director's Ex-Wife Gets Last-Minute Executive Producer Credit (EXCLUSIVE)”. Variety. 2016年12月29日閲覧。
9. ↑  “『ラ・ラ・ランド』デイミアン・チャゼル監督が結婚！”. eltha.  シネマトゥデイ (2018年9月26日). 2018年9月26日閲覧。
10. ↑  “Tribeca ’09 Interview: "Guy and Madeline on a Park Bench" Director Damien Chazelle”. IndieWire. (2009年4月17日) 2018年1月25日閲覧。
11. ↑  Knegt, Peter (2010年3月11日). “Fest Fave "Guy and Madeline" Lands at Variance”. IndieWire 2018年1月25日閲覧。
12. ↑  “'10 Cloverfield Lane' director explains why they changed the movie's ending”. HitFix (2016年3月15日). 2016年7月15日閲覧。
13. ↑  “‘Whiplash’ Is Sundance’s Hottest Film, A Music-Themed Drama Starring Miles Teller and J.K. Simmons”. 2015年1月10日閲覧。
14. ↑  “'Whiplash': Sundance-winning short to become full-length feature -- BREAKING”. 2015年1月10日閲覧。
15. ↑  “Sundance 2014 winners: 'Whiplash' wins big”. 2015年1月10日閲覧。
16. ↑  “'Whiplash' Takes Top Prize in Deauville”. 2015年1月10日閲覧。
17. ↑  “2015 Oscar Nominations”.  Rotten Tomatoes. 2015年1月19日時点のオリジナルよりアーカイブ。2015年1月15日閲覧。
18. ↑   The film opened the Venice International Film Festival on August 31, 2016 and began a limited release in the United States on December 9, 2016, with a wider release on December 16, 2016.
19. ↑  Erbland, Kate (2016年6月17日). “Damien Chazelle’s Ryan Gosling- and Emma Stone-Starring Awards Contender ‘La La Land’ Lands a Venice Premiere”. IndieWire. 2016年9月20日閲覧。
20. ↑  Hammond, Pete (2016年9月18日). “‘La La Land’ Wins Toronto Film Fest People’s Choice Award – Does It Boost Oscar Chances?”. Deadline. 2016年9月20日閲覧。
21. ↑  Ford, Rebecca Ford (2015年7月9日). “J.K. Simmons to Reunite With 'Whiplash' Director for 'La La Land' (Exclusive)”. The Hollywood Reporter. 2015年7月12日閲覧。
22. ↑  Vivarelli, Nick (2016年6月17日). “Damien Chazelle's 'La La Land' to Open Venice Film Festival in Competition” (英語). Variety. 2016年6月21日閲覧。
23. ↑  Roberts, Amy (2017年1月4日). “Who's The Youngest Best Director Winner In Golden Globes History? 'La La Land' Director Damien Chazelle Could Break The Record”. Bustle 2018年1月25日閲覧。
24. ↑  Fleming Jr, Mike (2015年11月24日). “Ryan Gosling Orbiting Damien Chazelle's Neil Armstrong Movie at Universal?”. Deadline Hollywood. 2016年12月29日閲覧。
25. ↑  Kroll, Justin (2016年12月29日). “Ryan Gosling, Damien Chazelle to Reteam on Neil Armstrong Biopic”. Variety. 2016年12月29日閲覧。
26. ↑  D'Alessandro, Anthony (2017年3月7日). “Universal’s Damien Chazelle-Ryan Gosling Moon Landing Pic ‘First Man’ To Set Down In Fall 2018”. Deadline Hollywood. 2017年3月7日閲覧。
27. ↑  “First Man (2018)”. Rotten Tomatoes.  Fandango Media. 2018年9月12日閲覧。
28. ↑  Gleiberman, Owen (2018年8月29日). “Venice Film Review: Ryan Gosling in First Man”. Variety. 2018年8月30日閲覧。
29. ↑  “The Black List 2010: Screenplay Roster” (英語) 2018年4月4日閲覧。
30. ↑  “Damien Chazelle script 'The Claim' to begin production this year” (英語). Screendaily. (2017年3月13日) 2017年3月14日閲覧。
31. ↑  “Damien Chazelle Plans TV Project 'The Eddy' (Exclusive)” (英語). The Hollywood Reporter 2017年8月26日閲覧。
32. ↑  Tartaglione, Nancy (2017年9月1日). “Damien Chazelle & Netflix Have ‘The Eddy’ Musical Drama Series On Dance Card” (英語) 2017年9月1日閲覧。
33. ↑  “Apple Goes Deeper Into La La Land with Damien Chazelle Project” (英語). The New York Times 2018年1月26日閲覧。